# Aulacus cephalus
Aulacus cephalus (лат.) — вид перепончатокрылых наездников рода Aulacus из семейства Aulacidae. Колумбия (департамент Боливар).

## Описание
Перепончатокрылые наездники. Тело чёрное; переднее крыло гиалиновое с чёрной вершиной; ножны яйцеклада с белой полосой. Голова удлинена за глазами; темя с крупными широко расставленными пунктурами; мезосома густо грубо пунктирована; задний тазик блестящий, без поперечных килей и точек; длина яйцеклада равна длине переднего крыла. Затылочный киль отсутствует. Передние крылья с поперечной жилкой 2r-m. Претарзальные коготки простые, не гребенчатые и без зубцевидных выступов вдоль внутреннего края. Усики длинные 14-члениковые у обоих полов. Формула щупиков 6,4. Грудь с грубой скульптурой. Имеют необычное прикрепление брюшка высоко на проподеуме груди. Вид был впервые описан в 2005 году американским энтомологом Дэвидом Р. Смитом (Национальный музей естественной истории, Смитсоновский институт, Вашингтон, США).